# Сароно
Сароно (итал. Saronno) је насеље у Италији у округу Варезе, региону Ломбардија.
Према процени из 2011. у насељу је живело 38099 становника. Насеље се налази на надморској висини од 215 м.

## Становништво
Према резултатима пописа становништва 2011. у општини је живело 38.598 становника.
| 1931.  | 1936.  | 1951.  | 1961.  | 1971.  | 1981.  | 1991.  | 2001.  | 2011.  |
| ------ | ------ | ------ | ------ | ------ | ------ | ------ | ------ | ------ |
| 15.753 | 16.969 | 21.243 | 25.190 | 32.638 | 36.732 | 38.643 | 36.895 | 38.598 |

## Партнерски градови
- Шалан